# 小原君雄
小原 君雄（おはら きみお、宝暦2年（1752年） - 天保6年2月30日（1835年3月28日））は江戸時代後期の国学者。通称は八郎右衛門、後に春平。字は子飛。号は鷦鷯舎（ささぎのや）、篠舎（ささのや）。

## 生涯
宝暦2年（1752年）、彦根藩勘定奉行中尾茂市維寧の子に生まれた。宝暦13年（1763年）坂本緑珠院（不明）に寄宿、明和元年（1764年）京都嵯峨二尊院に移って和歌を習い、また冷泉参議が家廟に参じる度に院主と歌論を戦わせるのを傍聴した。明和3年（1766年）病により帰国、明和4年（1767年）5月旗宰領小原源次宗貞の夭逝に伴い家督を継いだ。この頃、同志と共に国学者大菅中養父に入門し、古典や和歌を学んだ。
寛政11年（1799年）、井伊直中が藩校稽古館を設立すると、その和学寮用掛に任じられた。同時に筆記の速さを買われ、館蔵書とするため古書の書写を命じられ、伊勢国松坂の本居宣長に入門して古書を蒐集した。また、京都で芝山持豊に詠歌法を学んだ。文化9年（1812年）隠居で願い出るも許されず、以後も稽古館に月3回出向した。
文政6年（1823年）7月14日直中の特命を受け、9月5日江戸に赴任し、直中嫡子井伊直亮に侍講した。またこの間、直中正室南部利正女、故井伊直富正室詮子、会津藩故松平容住正室謙等独り身の女性を相手に『古今和歌集』『源氏物語』等を講義し、また佐野藩堀田正敦嫡子堀田正衡に侍講し、翌年国許に帰った。
文政13年（1830年）9月致仕を許されたが、その後も度々直中、直亮に召し出された。天保6年（1835年）病に伏し、2月30日死去した。墓所は彦根大雲寺。

## 経歴
- 明和4年（1767年）5月 - 彦根藩旗宰領、24俵3人扶持[1]
- 安永2年（1773年）閏3月29日 - 歩行[1]
- ？ - 作事門改役[1]
- 寛政11年（1799年）8月4日 - 稽古館和学寮用掛[1]
- 同年冬 - 綿絮下賜[1]
- 文化9年（1812年）3月 - 隠居を願い出る[1]
- 同年6月19日 - 許されず、俸禄加増[1]
- 文化14年（1817年） - 金500匹下賜[1]
- 文政6年（1823年）6月19日 - 騎馬歩行、40俵4人扶持[1]
- 文政13年（1830年）9月 - 致仕[1]

## 作品
- 『彦根歌集』 - 寛政8年（1796年）5月成立[1]。直中の命により、歴代藩主、領民から歌を撰び、都合19巻とした[1]。
- 『彦根夫梨』[1]
- 『花園随筆』[1]
- 『弁語』[1]
- 『宮陵考』[1]
- 『家集』[1]

## 人物
- 書道をよくし、また人の2倍もの速さで筆写を行った[1]。
- 武芸に通じ、特に槍術を極めた[1]。
- 直中に、「俊平」「舜平」でなく「春平」にした理由を問われ、名は実の賓であるから、表裏のない字を選び、二君に仕えないことを表現しただけだと答えた[1]。
- 家事を全て妻任せにしていた。ある日客が家を訪れた時、葺屋が来て屋根を修し始めたので、君雄も手伝うのだと思いと家を去ろうとすると、妻に夫は暇だと止められた。暫くして出迎えた君雄に手伝わない理由を問うと、自分には無理だと答えた[1]。
- ある日遠方からの客が来た。夫妻以外に他に人がなかったので、妻は湯桶に水を汲んで火を焚き、その後の支度を君雄に任せて酒肴を買いに出かけた。君雄は『古今和歌集』を読みながら薪を投じ、妻の帰宅時には湯が沸騰していた[1]。